# E3 BinckBank Classic de 2019
A 62.ª edição da clássica ciclista E3 BinckBank Classic foi uma corrida na Bélgica que se celebrou a 29 de março de 2019 sobre um percurso de 203,9 quilómetros com início e final na cidade de Harelbeke.
A corrida fez parte do UCI WorldTour de 2019, calendário ciclístico de máximo nível mundial, sendo a undécima corrida de dito circuito. O vencedor foi o checo Zdeněk Štybar do Deceuninck-Quick Step seguido dos belgas Wout van Aert do Jumbo-Visma e Greg Van Avermaet do CCC.

## Percorrido
A E3 Harelbeke dispôs de um percurso total de 203,9 quilómetros com 15 cotas, igual que a edição anterior, no entanto, mantendo seu mesmo percurso, onde os primeiros 100 km não têm muita dificuldade a excepção das três cotas nos quilómetros 28, 82 e 98 de corrida. Os últimos 106 km concentraram 13 subidas, onde se destacava o Taaienberg, o Paterberg  com seu pendente de 12% e 20% de máximo e o Oude Kwaremont com seus 2200 metros de pavé e uma pendente média de 4,2%.
| Número | Nome                | Km    | Comprimento (m) | Pendente média |
| ------ | ------------------- | ----- | --------------- | -------------- |
| 1      | Katteberg           | 28,5  | 750             | 11 %           |
| 2      | A Houppe            | 82,5  | 1880            | 10 %           |
| 3      | Hogerlucht          | 98,3  | 1350            | 4,5 %          |
| 4      | Knokteberg          | 108,5 | 1260            | 5,3 %          |
| 5      | Hotondberg          | 112,4 | 1200            | 4 %            |
| 6      | Kortekeer           | 119,5 | 1000            | 8 %            |
| 7      | Taaienberg          | 124,2 | 650             | 9,5 %          |
| 8      | Berg Tem Stene      | 132,1 | 1300            | 9 %            |
| 9      | Boigneberg          | 137,3 | 1000            | 13,3 %         |
| 10     | Stationberg         | 146,5 | 700             | 3,2 %          |
| 11     | Kapelberg           | 157,4 | 750             | 14 %           |
| 12     | Paterberg           | 161,5 | 700             | 12,9 %         |
| 13     | Oude Kwaremont      | 164,3 | 2200            | 11,6 %         |
| 14     | Karnemelkbeekstraat | 172,1 | 1530            | 14 %           |
| 15     | Tiegemberg          | 183,9 | 1000            | 9 %            |

## Equipas participantes
Tomaram parte na corrida 25 equipas: 18 de categoria UCI WorldTeam; e 7 de categoria Profissional Continental. Formando assim um pelotão de 175 ciclistas dos que acabaram 99. As equipas participantes foram:
| Equipes WorldTeam (18)- Deceuninck-Quick Step - Lotto Soudal - CCC Team - AG2R La Mondiale - Bora-hansgrohe - Team Jumbo-Visma - Movistar Team - Mitchelton-Scott - Astana - Bahrain-Merida - EF Education First - Groupama-FDJ - Dimension Data - Katusha-Alpecin - Sky - Team Sunweb - Trek-Segafredo - UAE Team Emirates Equipes profissionais Continentais (7)- Direct Énergie - Sport Vlaanderen-Baloise - Wallonie Bruxelles - Wanty-Groupe Gobert - Cofidis, Solutions Crédits - Israel Cycling Academy - Roompot-Charles |
| |

## Classificação final
- As classificações finalizaram da seguinte forma:[4]

| \| Classificação geral \| Classificação geral \| Classificação geral \| Classificação geral \| Classificação geral \| \| Ciclista \| Ciclista \| Equipe \| Tempo \| \| \| ------------------- \| ------------------- \| --------------------- \| ------------------- \| ------------------- \| \| 1. \| Zdeněk Štybar \| Deceuninck-Quick Step \| 4h46m05s \| \| \| 2. \| Wout van Aert \| Team Jumbo-Visma \| + 0s \| \| \| 3. \| Greg Van Avermaet \| CCC Team \| + 0s \| \| \| 4. \| Alberto Bettiol \| EF Education First \| + 0s \| \| \| 5. \| Bob Jungels \| Deceuninck-Quick Step \| + 3s \| \| \| 6. \| Nils Politt \| Katusha-Alpecin \| + 1m04s \| \| \| 7. \| Matteo Trentin \| Mitchelton-Scott \| + 1m04s \| \| \| 8. \| Oliver Naesen \| AG2R La Mondiale \| + 1m04s \| \| \| 9. \| Jasha Sütterlin \| Movistar Team \| + 1m04s \| \| \| 10. \| Marc Hirschi \| Team Sunweb \| + 1m04s \| \| |                   |                       |          |
| |                   |                       |          |
| Fonte: ProCyclingStats |                   |                       |          |
| Classificação geral |                   |                       |          |
| Ciclista | Ciclista          | Equipe                | Tempo    |
| 1. | Zdeněk Štybar     | Deceuninck-Quick Step | 4h46m05s |
| 2. | Wout van Aert     | Team Jumbo-Visma      | + 0s     |
| 3. | Greg Van Avermaet | CCC Team              | + 0s     |
| 4. | Alberto Bettiol   | EF Education First    | + 0s     |
| 5. | Bob Jungels       | Deceuninck-Quick Step | + 3s     |
| 6. | Nils Politt       | Katusha-Alpecin       | + 1m04s  |
| 7. | Matteo Trentin    | Mitchelton-Scott      | + 1m04s  |
| 8. | Oliver Naesen     | AG2R La Mondiale      | + 1m04s  |
| 9. | Jasha Sütterlin   | Movistar Team         | + 1m04s  |
| 10. | Marc Hirschi      | Team Sunweb           | + 1m04s  |

## Ciclistas participantes e posições finais
| Direct Énergie TDE | Direct Énergie TDE     | Direct Énergie TDE |
| ------------------ | ---------------------- | ------------------ |
| Num                | Ciclista               | Pos                |
| 1                  | Niki Terpstra (NED)    | 15.                |
| 2                  | Lilian Calmejane (FRA) | 46.                |
| 3                  | Angélo Tulik (FRA)     | DNF                |
| 4                  | Damien Gaudin (FRA)    | DNF                |
| 5                  | Pim Ligthart (NED)     | 83.                |
| 6                  | Alexandre Pichot (FRA) | DNF                |
| 7                  | Anthony Turgis (FRA)   | DNF                |

| Deceuninck-Quick Step DQT | Deceuninck-Quick Step DQT | Deceuninck-Quick Step DQT |
| ------------------------- | ------------------------- | ------------------------- |
| Num                       | Ciclista                  | Pos                       |
| 11                        | Yves Lampaert (BEL)       | 18.                       |
| 12                        | Iljo Keisse (BEL)         | 60.                       |
| 13                        | Philippe Gilbert (BEL)    | 11.                       |
| 14                        | Bob Jungels (LUX)         | 5.                        |
| 15                        | Kasper Asgreen (DEN)      | 48.                       |
| 16                        | Florian Sénéchal (FRA)    | 25.                       |
| 17                        | Zdeněk Štybar (CZE)       | 1.                        |

| Lotto-Soudal LTS | Lotto-Soudal LTS        | Lotto-Soudal LTS |
| ---------------- | ----------------------- | ---------------- |
| Num              | Ciclista                | Pos              |
| 21               | Tiesj Benoot (BEL)      | 16.              |
| 22               | Jens Keukeleire (BEL)   | 14.              |
| 23               | Stan Dewulf (BEL)       | 36.              |
| 24               | Frederik Frison (BEL)   | DNF              |
| 25               | Nikolas Maes (BEL)      | 29.              |
| 26               | Lawrence Naesen (BEL)   | 71.              |
| 27               | Brian van Goethem (NED) | DNF              |

| CCC Team CPT | CCC Team CPT                   | CCC Team CPT |
| ------------ | ------------------------------ | ------------ |
| Num          | Ciclista                       | Pos          |
| 31           | Greg Van Avermaet (BEL)        | 3.           |
| 32           | Michael Schär (SUI)            | 74.          |
| 33           | Gijs Van Hoecke (BEL)          | DNF          |
| 34           | Nathan Van Hooydonck (BEL)     | 55.          |
| 35           | Guillaume Van Keirsbulck (BEL) | DNF          |
| 36           | Kamil Gradek (POL)             | DNF          |
| 37           | Łukasz Wiśniowski (POL)        | 52.          |

| AG2R La Mondiale ALM | AG2R La Mondiale ALM     | AG2R La Mondiale ALM |
| -------------------- | ------------------------ | -------------------- |
| Num                  | Ciclista                 | Pos                  |
| 41                   | Oliver Naesen (BEL)      | 8.                   |
| 42                   | Gediminas Bagdonas (LTU) | DNF                  |
| 43                   | Nico Denz (GER)          | DNF                  |
| 44                   | Silvan Dillier (SUI)     | 38.                  |
| 45                   | Julien Duval (FRA)       | DNF                  |
| 46                   | Dorian Godon (FRA)       | 32.                  |
| 47                   | Stijn Vandenbergh (BEL)  | 35.                  |

| Bora-Hansgrohe BOH | Bora-Hansgrohe BOH        | Bora-Hansgrohe BOH |
| ------------------ | ------------------------- | ------------------ |
| Num                | Ciclista                  | Pos                |
| 51                 | Peter Sagan (SVK)         | 17.                |
| 52                 | Maciej Bodnar (POL)       | DNF                |
| 53                 | Marcus Burghardt (GER)    | DNF                |
| 54                 | Jean-Pierre Drucker (LUX) | 78.                |
| 55                 | Daniel Oss (ITA)          | 37.                |
| 56                 | Lukas Pöstlberger (AUT)   | 40.                |
| 57                 | Juraj Sagan (SVK)         | DNF                |

| Team Jumbo-Visma TJV | Team Jumbo-Visma TJV        | Team Jumbo-Visma TJV |
| -------------------- | --------------------------- | -------------------- |
| Num                  | Ciclista                    | Pos                  |
| 61                   | Wout van Aert (BEL)         | 2.                   |
| 62                   | Amund Grøndahl Jansen (NOR) | 45.                  |
| 63                   | Pascal Eenkhoorn (NED)      | 77.                  |
| 64                   | Mike Teunissen (NED)        | 51.                  |
| 65                   | Taco van der Hoorn (NED)    | 97.                  |
| 66                   | Danny van Poppel (NED)      | 33.                  |
| 67                   | Maarten Wynants (BEL)       | 86.                  |

| Movistar Team MOV | Movistar Team MOV      | Movistar Team MOV |
| ----------------- | ---------------------- | ----------------- |
| Num               | Ciclista               | Pos               |
| 71                | Jürgen Roelandts (BEL) | DNF               |
| 72                | Jorge Arcas (ESP)      | 69.               |
| 73                | Carlos Barbero (ESP)   | 26.               |
| 74                | Héctor Carretero (ESP) | DNF               |
| 75                | Jaime Castrillo (ESP)  | 81.               |
| 76                | Eduard Prades (ESP)    | 41.               |
| 77                | Jasha Sütterlin (GER)  | 9.                |

| Mitchelton-Scott MTS | Mitchelton-Scott MTS          | Mitchelton-Scott MTS |
| -------------------- | ----------------------------- | -------------------- |
| Num                  | Ciclista                      | Pos                  |
| 81                   | Matteo Trentin (ITA)          | 7.                   |
| 82                   | Jack Bauer (NZL)              | 50.                  |
| 83                   | Luka Mezgec (SLO)             | DNF                  |
| 84                   | Edoardo Affini (ITA)          | DNF                  |
| 85                   | Michael Hepburn (AUS)         | 94.                  |
| 86                   | Christopher Juul-Jensen (DEN) | 57.                  |
| 87                   | Callum Scotson (AUS)          | DNF                  |

| Astana AST | Astana AST               | Astana AST |
| ---------- | ------------------------ | ---------- |
| Num        | Ciclista                 | Pos        |
| 91         | Davide Ballerini (ITA)   | DNF        |
| 92         | Zhandos Bizhigitov (KAZ) | DNF        |
| 93         | Laurens De Vreese (BEL)  | 44.        |
| 94         | Yevgeniy Gidich (KAZ)    | DNF        |
| 95         | Dmitriy Gruzdev (KAZ)    | DNF        |
| 96         | Hugo Houle (CAN)         | 53.        |
| 97         | Magnus Cort (DEN)        | 20.        |

| Bahrain-Merida TBM | Bahrain-Merida TBM        | Bahrain-Merida TBM |
| ------------------ | ------------------------- | ------------------ |
| Num                | Ciclista                  | Pos                |
| 101                | Sonny Colbrelli (ITA)     | 13.                |
| 102                | Iván García Cortina (ESP) | 23.                |
| 103                | Heinrich Haussler (AUS)   | 59.                |
| 104                | Kristjan Koren (SLO)      | 63.                |
| 105                | Matej Mohorič (SLO)       | 27.                |
| 106                | Luka Pibernik (SLO)       | 62.                |
| 107                | Jan Tratnik (SLO)         | DNF                |

| EF Education First EF1 | EF Education First EF1    | EF Education First EF1 |
| ---------------------- | ------------------------- | ---------------------- |
| Num                    | Ciclista                  | Pos                    |
| 111                    | Sep Vanmarcke (BEL)       | DNF                    |
| 112                    | Alberto Bettiol (ITA)     | 4.                     |
| 113                    | Mitchell Docker (AUS)     | DNF                    |
| 114                    | Moreno Hofland (NED)      | DNF                    |
| 115                    | Sebastian Langeveld (NED) | 12.                    |
| 116                    | Logan Owen (USA)          | DNF                    |
| 117                    | Tom Scully (NZL)          | 98.                    |

| Groupama-FDJ GFC | Groupama-FDJ GFC          | Groupama-FDJ GFC |
| ---------------- | ------------------------- | ---------------- |
| Num              | Ciclista                  | Pos              |
| 121              | Arnaud Démare (FRA)       | 34.              |
| 122              | Jacopo Guarnieri (ITA)    | DNF              |
| 123              | Ignatas Konovalovas (LTU) | DNF              |
| 124              | Stefan Küng (SUI)         | 56.              |
| 125              | Olivier Le Gac (FRA)      | DNF              |
| 126              | Miles Scotson (AUS)       | 87.              |
| 127              | Ramon Sinkeldam (NED)     | DNF              |

| Dimension Data TDD | Dimension Data TDD         | Dimension Data TDD |
| ------------------ | -------------------------- | ------------------ |
| Num                | Ciclista                   | Pos                |
| 131                | Edvald Boasson Hagen (NOR) | DNF                |
| 132                | Rasmus Tiller (NOR)        | 96.                |
| 133                | Bernhard Eisel (AUT)       | DNF                |
| 134                | Michael Valgren (DEN)      | 39.                |
| 135                | Jay Thomson (RSA)          | DNF                |
| 136                | Jacobus Venter (RSA)       | DNF                |
| 137                | Julien Vermote (BEL)       | 64.                |

| Katusha-Alpecin TKA | Katusha-Alpecin TKA        | Katusha-Alpecin TKA |
| ------------------- | -------------------------- | ------------------- |
| Num                 | Ciclista                   | Pos                 |
| 141                 | Willie Smit (RSA)          | DNF                 |
| 142                 | Jenthe Biermans (BEL)      | DNF                 |
| 143                 | Marco Haller (AUT)         | 19.                 |
| 144                 | Reto Hollenstein (SUI)     | 30.                 |
| 145                 | Viacheslav Kuznetsov (RUS) | 65.                 |
| 146                 | Nils Politt (GER)          | 6.                  |
| 147                 | Mads Würtz (DEN)           | DNF                 |

| Team Sky SKY | Team Sky SKY              | Team Sky SKY |
| ------------ | ------------------------- | ------------ |
| Num          | Ciclista                  | Pos          |
| 151          | Gianni Moscon (ITA)       | 79.          |
| 152          | Leonardo Basso (ITA)      | DNF          |
| 153          | Owain Doull (GBR)         | DNF          |
| 154          | Filippo Ganna (ITA)       | 91.          |
| 155          | Luke Rowe (GBR)           | 54.          |
| 156          | Ian Stannard (GBR)        | 90.          |
| 157          | Christopher Lawless (GBR) | DNF          |

| Team Sunweb SUN | Team Sunweb SUN              | Team Sunweb SUN |
| --------------- | ---------------------------- | --------------- |
| Num             | Ciclista                     | Pos             |
| 161             | Chad Haga (USA)              | DNF             |
| 162             | Marc Hirschi (SUI)           | 10.             |
| 163             | Roy Curvers (NED)            | DNF             |
| 164             | Asbjørn Kragh Andersen (DEN) | DNF             |
| 165             | Søren Kragh Andersen (DEN)   | DNF             |
| 166             | Florian Stork (GER)          | DNF             |
| 167             | Max Walscheid (GER)          | 89.             |

| Trek-Segafredo TFS | Trek-Segafredo TFS   | Trek-Segafredo TFS |
| ------------------ | -------------------- | ------------------ |
| Num                | Ciclista             | Pos                |
| 171                | Jasper Stuyven (BEL) | 58.                |
| 172                | John Degenkolb (GER) | 22.                |
| 173                | Alex Kirsch (LUX)    | DNF                |
| 174                | Alex Frame (NZL)     | DNF                |
| 175                | Mads Pedersen (DEN)  | DNF                |
| 176                | Koen de Kort (NED)   | 76.                |
| 177                | Edward Theuns (BEL)  | 61.                |

| UAE Team Emirates UAD | UAE Team Emirates UAD      | UAE Team Emirates UAD |
| --------------------- | -------------------------- | --------------------- |
| Num                   | Ciclista                   | Pos                   |
| 181                   | Alexander Kristoff (NOR)   | 21.                   |
| 182                   | Jasper Philipsen (BEL)     | DNF                   |
| 183                   | Sven Erik Bystrøm (NOR)    | 47.                   |
| 184                   | Marco Marcato (ITA)        | 99.                   |
| 185                   | Vegard Stake Laengen (NOR) | DNF                   |
| 186                   | Tom Bohli (SUI)            | DNF                   |
| 187                   | Ivo Oliveira (POR)         | DNF                   |

| Sport Vlaanderen-Baloise SVB | Sport Vlaanderen-Baloise SVB | Sport Vlaanderen-Baloise SVB |
| ---------------------------- | ---------------------------- | ---------------------------- |
| Num                          | Ciclista                     | Pos                          |
| 191                          | Piet Allegaert (BEL)         | DNF                          |
| 192                          | Lindsay De Vylder (BEL)      | DNF                          |
| 193                          | Benjamin Declercq (BEL)      | 82.                          |
| 194                          | Robbe Ghys (BEL)             | DNF                          |
| 195                          | Emiel Planckaert (BEL)       | DNF                          |
| 196                          | Thomas Sprengers (BEL)       | 49.                          |
| 197                          | Dries Van Gestel (BEL)       | 31.                          |

| Wallonie Bruxelles WVA | Wallonie Bruxelles WVA    | Wallonie Bruxelles WVA |
| ---------------------- | ------------------------- | ---------------------- |
| Num                    | Ciclista                  | Pos                    |
| 201                    | Justin Jules (FRA)        | DNF                    |
| 202                    | Mathijs Paasschens (NED)  | 84.                    |
| 203                    | Tom Wirtgen (LUX)         | 43.                    |
| 204                    | Aksel Nõmmela (EST)       | 75.                    |
| 205                    | Baptiste Planckaert (BEL) | 24.                    |
| 206                    | Lukas Spengler (SUI)      | DNF                    |
| 207                    | Lionel Taminiaux (BEL)    | 73.                    |

| Wanty-Gobert WGG | Wanty-Gobert WGG        | Wanty-Gobert WGG |
| ---------------- | ----------------------- | ---------------- |
| Num              | Ciclista                | Pos              |
| 211              | Frederik Backaert (BEL) | 42.              |
| 212              | Aimé De Gendt (BEL)     | DNF              |
| 213              | Ludwig De Winter (BEL)  | 95.              |
| 214              | Tom Devriendt (BEL)     | DNF              |
| 215              | Jérôme Baugnies (BEL)   | DNF              |
| 216              | Andrea Pasqualon (ITA)  | 92.              |
| 217              | Loïc Vliegen (BEL)      | DNF              |

| Cofidis, Solutions Crédits COF | Cofidis, Solutions Crédits COF | Cofidis, Solutions Crédits COF |
| ------------------------------ | ------------------------------ | ------------------------------ |
| Num                            | Ciclista                       | Pos                            |
| 221                            | Christophe Laporte (FRA)       | DNF                            |
| 222                            | Filippo Fortin (ITA)           | DNF                            |
| 223                            | Cyril Lemoine (FRA)            | DNF                            |
| 224                            | Kenneth Vanbilsen (BEL)        | 70.                            |
| 225                            | Bert Van Lerberghe (BEL)       | DNF                            |
| 226                            | Damien Touzé (FRA)             | 68.                            |
| 227                            | Zico Waeytens (BEL)            | 85.                            |

| Israel Cycling Academy ICA | Israel Cycling Academy ICA | Israel Cycling Academy ICA |
| -------------------------- | -------------------------- | -------------------------- |
| Num                        | Ciclista                   | Pos                        |
| 231                        | Guillaume Boivin (CAN)     | 80.                        |
| 232                        | Zakkari Dempster (AUS)     | DNF                        |
| 233                        | Conor Dunne (IRL)          | 67.                        |
| 234                        | Sondre Holst Enger (NOR)   | DNF                        |
| 235                        | Roy Goldstein (ISR)        | DNF                        |
| 236                        | Mihkel Räim (EST)          | 72.                        |
| 237                        | Tom Van Asbroeck (BEL)     | 28.                        |

| Roompot-Charles ROC | Roompot-Charles ROC        | Roompot-Charles ROC |
| ------------------- | -------------------------- | ------------------- |
| Num                 | Ciclista                   | Pos                 |
| 241                 | Lars Boom (NED)            | 93.                 |
| 242                 | Jesper Asselman (NED)      | DNF                 |
| 243                 | Senne Leysen (BEL)         | 88.                 |
| 244                 | Justin Timmermans (NED)    | DNF                 |
| 245                 | Stijn Steels (BEL)         | 66.                 |
| 246                 | Sjoerd van Ginneken (NED)  | DNF                 |
| 247                 | Jan-Willem van Schip (NED) | DNF                 |

| Direct Énergie TDE | Direct Énergie TDE     | Direct Énergie TDE |
| ------------------ | ---------------------- | ------------------ |
| Num                | Ciclista               | Pos                |
| 1                  | Niki Terpstra (NED)    | 15.                |
| 2                  | Lilian Calmejane (FRA) | 46.                |
| 3                  | Angélo Tulik (FRA)     | DNF                |
| 4                  | Damien Gaudin (FRA)    | DNF                |
| 5                  | Pim Ligthart (NED)     | 83.                |
| 6                  | Alexandre Pichot (FRA) | DNF                |
| 7                  | Anthony Turgis (FRA)   | DNF                |

| Deceuninck-Quick Step DQT | Deceuninck-Quick Step DQT | Deceuninck-Quick Step DQT |
| ------------------------- | ------------------------- | ------------------------- |
| Num                       | Ciclista                  | Pos                       |
| 11                        | Yves Lampaert (BEL)       | 18.                       |
| 12                        | Iljo Keisse (BEL)         | 60.                       |
| 13                        | Philippe Gilbert (BEL)    | 11.                       |
| 14                        | Bob Jungels (LUX)         | 5.                        |
| 15                        | Kasper Asgreen (DEN)      | 48.                       |
| 16                        | Florian Sénéchal (FRA)    | 25.                       |
| 17                        | Zdeněk Štybar (CZE)       | 1.                        |

| Lotto-Soudal LTS | Lotto-Soudal LTS        | Lotto-Soudal LTS |
| ---------------- | ----------------------- | ---------------- |
| Num              | Ciclista                | Pos              |
| 21               | Tiesj Benoot (BEL)      | 16.              |
| 22               | Jens Keukeleire (BEL)   | 14.              |
| 23               | Stan Dewulf (BEL)       | 36.              |
| 24               | Frederik Frison (BEL)   | DNF              |
| 25               | Nikolas Maes (BEL)      | 29.              |
| 26               | Lawrence Naesen (BEL)   | 71.              |
| 27               | Brian van Goethem (NED) | DNF              |

| CCC Team CPT | CCC Team CPT                   | CCC Team CPT |
| ------------ | ------------------------------ | ------------ |
| Num          | Ciclista                       | Pos          |
| 31           | Greg Van Avermaet (BEL)        | 3.           |
| 32           | Michael Schär (SUI)            | 74.          |
| 33           | Gijs Van Hoecke (BEL)          | DNF          |
| 34           | Nathan Van Hooydonck (BEL)     | 55.          |
| 35           | Guillaume Van Keirsbulck (BEL) | DNF          |
| 36           | Kamil Gradek (POL)             | DNF          |
| 37           | Łukasz Wiśniowski (POL)        | 52.          |

| AG2R La Mondiale ALM | AG2R La Mondiale ALM     | AG2R La Mondiale ALM |
| -------------------- | ------------------------ | -------------------- |
| Num                  | Ciclista                 | Pos                  |
| 41                   | Oliver Naesen (BEL)      | 8.                   |
| 42                   | Gediminas Bagdonas (LTU) | DNF                  |
| 43                   | Nico Denz (GER)          | DNF                  |
| 44                   | Silvan Dillier (SUI)     | 38.                  |
| 45                   | Julien Duval (FRA)       | DNF                  |
| 46                   | Dorian Godon (FRA)       | 32.                  |
| 47                   | Stijn Vandenbergh (BEL)  | 35.                  |

| Bora-Hansgrohe BOH | Bora-Hansgrohe BOH        | Bora-Hansgrohe BOH |
| ------------------ | ------------------------- | ------------------ |
| Num                | Ciclista                  | Pos                |
| 51                 | Peter Sagan (SVK)         | 17.                |
| 52                 | Maciej Bodnar (POL)       | DNF                |
| 53                 | Marcus Burghardt (GER)    | DNF                |
| 54                 | Jean-Pierre Drucker (LUX) | 78.                |
| 55                 | Daniel Oss (ITA)          | 37.                |
| 56                 | Lukas Pöstlberger (AUT)   | 40.                |
| 57                 | Juraj Sagan (SVK)         | DNF                |

| Team Jumbo-Visma TJV | Team Jumbo-Visma TJV        | Team Jumbo-Visma TJV |
| -------------------- | --------------------------- | -------------------- |
| Num                  | Ciclista                    | Pos                  |
| 61                   | Wout van Aert (BEL)         | 2.                   |
| 62                   | Amund Grøndahl Jansen (NOR) | 45.                  |
| 63                   | Pascal Eenkhoorn (NED)      | 77.                  |
| 64                   | Mike Teunissen (NED)        | 51.                  |
| 65                   | Taco van der Hoorn (NED)    | 97.                  |
| 66                   | Danny van Poppel (NED)      | 33.                  |
| 67                   | Maarten Wynants (BEL)       | 86.                  |

| Movistar Team MOV | Movistar Team MOV      | Movistar Team MOV |
| ----------------- | ---------------------- | ----------------- |
| Num               | Ciclista               | Pos               |
| 71                | Jürgen Roelandts (BEL) | DNF               |
| 72                | Jorge Arcas (ESP)      | 69.               |
| 73                | Carlos Barbero (ESP)   | 26.               |
| 74                | Héctor Carretero (ESP) | DNF               |
| 75                | Jaime Castrillo (ESP)  | 81.               |
| 76                | Eduard Prades (ESP)    | 41.               |
| 77                | Jasha Sütterlin (GER)  | 9.                |

| Mitchelton-Scott MTS | Mitchelton-Scott MTS          | Mitchelton-Scott MTS |
| -------------------- | ----------------------------- | -------------------- |
| Num                  | Ciclista                      | Pos                  |
| 81                   | Matteo Trentin (ITA)          | 7.                   |
| 82                   | Jack Bauer (NZL)              | 50.                  |
| 83                   | Luka Mezgec (SLO)             | DNF                  |
| 84                   | Edoardo Affini (ITA)          | DNF                  |
| 85                   | Michael Hepburn (AUS)         | 94.                  |
| 86                   | Christopher Juul-Jensen (DEN) | 57.                  |
| 87                   | Callum Scotson (AUS)          | DNF                  |

| Astana AST | Astana AST               | Astana AST |
| ---------- | ------------------------ | ---------- |
| Num        | Ciclista                 | Pos        |
| 91         | Davide Ballerini (ITA)   | DNF        |
| 92         | Zhandos Bizhigitov (KAZ) | DNF        |
| 93         | Laurens De Vreese (BEL)  | 44.        |
| 94         | Yevgeniy Gidich (KAZ)    | DNF        |
| 95         | Dmitriy Gruzdev (KAZ)    | DNF        |
| 96         | Hugo Houle (CAN)         | 53.        |
| 97         | Magnus Cort (DEN)        | 20.        |

| Bahrain-Merida TBM | Bahrain-Merida TBM        | Bahrain-Merida TBM |
| ------------------ | ------------------------- | ------------------ |
| Num                | Ciclista                  | Pos                |
| 101                | Sonny Colbrelli (ITA)     | 13.                |
| 102                | Iván García Cortina (ESP) | 23.                |
| 103                | Heinrich Haussler (AUS)   | 59.                |
| 104                | Kristjan Koren (SLO)      | 63.                |
| 105                | Matej Mohorič (SLO)       | 27.                |
| 106                | Luka Pibernik (SLO)       | 62.                |
| 107                | Jan Tratnik (SLO)         | DNF                |

| EF Education First EF1 | EF Education First EF1    | EF Education First EF1 |
| ---------------------- | ------------------------- | ---------------------- |
| Num                    | Ciclista                  | Pos                    |
| 111                    | Sep Vanmarcke (BEL)       | DNF                    |
| 112                    | Alberto Bettiol (ITA)     | 4.                     |
| 113                    | Mitchell Docker (AUS)     | DNF                    |
| 114                    | Moreno Hofland (NED)      | DNF                    |
| 115                    | Sebastian Langeveld (NED) | 12.                    |
| 116                    | Logan Owen (USA)          | DNF                    |
| 117                    | Tom Scully (NZL)          | 98.                    |

| Groupama-FDJ GFC | Groupama-FDJ GFC          | Groupama-FDJ GFC |
| ---------------- | ------------------------- | ---------------- |
| Num              | Ciclista                  | Pos              |
| 121              | Arnaud Démare (FRA)       | 34.              |
| 122              | Jacopo Guarnieri (ITA)    | DNF              |
| 123              | Ignatas Konovalovas (LTU) | DNF              |
| 124              | Stefan Küng (SUI)         | 56.              |
| 125              | Olivier Le Gac (FRA)      | DNF              |
| 126              | Miles Scotson (AUS)       | 87.              |
| 127              | Ramon Sinkeldam (NED)     | DNF              |

| Dimension Data TDD | Dimension Data TDD         | Dimension Data TDD |
| ------------------ | -------------------------- | ------------------ |
| Num                | Ciclista                   | Pos                |
| 131                | Edvald Boasson Hagen (NOR) | DNF                |
| 132                | Rasmus Tiller (NOR)        | 96.                |
| 133                | Bernhard Eisel (AUT)       | DNF                |
| 134                | Michael Valgren (DEN)      | 39.                |
| 135                | Jay Thomson (RSA)          | DNF                |
| 136                | Jacobus Venter (RSA)       | DNF                |
| 137                | Julien Vermote (BEL)       | 64.                |

| Katusha-Alpecin TKA | Katusha-Alpecin TKA        | Katusha-Alpecin TKA |
| ------------------- | -------------------------- | ------------------- |
| Num                 | Ciclista                   | Pos                 |
| 141                 | Willie Smit (RSA)          | DNF                 |
| 142                 | Jenthe Biermans (BEL)      | DNF                 |
| 143                 | Marco Haller (AUT)         | 19.                 |
| 144                 | Reto Hollenstein (SUI)     | 30.                 |
| 145                 | Viacheslav Kuznetsov (RUS) | 65.                 |
| 146                 | Nils Politt (GER)          | 6.                  |
| 147                 | Mads Würtz (DEN)           | DNF                 |

| Team Sky SKY | Team Sky SKY              | Team Sky SKY |
| ------------ | ------------------------- | ------------ |
| Num          | Ciclista                  | Pos          |
| 151          | Gianni Moscon (ITA)       | 79.          |
| 152          | Leonardo Basso (ITA)      | DNF          |
| 153          | Owain Doull (GBR)         | DNF          |
| 154          | Filippo Ganna (ITA)       | 91.          |
| 155          | Luke Rowe (GBR)           | 54.          |
| 156          | Ian Stannard (GBR)        | 90.          |
| 157          | Christopher Lawless (GBR) | DNF          |

| Team Sunweb SUN | Team Sunweb SUN              | Team Sunweb SUN |
| --------------- | ---------------------------- | --------------- |
| Num             | Ciclista                     | Pos             |
| 161             | Chad Haga (USA)              | DNF             |
| 162             | Marc Hirschi (SUI)           | 10.             |
| 163             | Roy Curvers (NED)            | DNF             |
| 164             | Asbjørn Kragh Andersen (DEN) | DNF             |
| 165             | Søren Kragh Andersen (DEN)   | DNF             |
| 166             | Florian Stork (GER)          | DNF             |
| 167             | Max Walscheid (GER)          | 89.             |

| Trek-Segafredo TFS | Trek-Segafredo TFS   | Trek-Segafredo TFS |
| ------------------ | -------------------- | ------------------ |
| Num                | Ciclista             | Pos                |
| 171                | Jasper Stuyven (BEL) | 58.                |
| 172                | John Degenkolb (GER) | 22.                |
| 173                | Alex Kirsch (LUX)    | DNF                |
| 174                | Alex Frame (NZL)     | DNF                |
| 175                | Mads Pedersen (DEN)  | DNF                |
| 176                | Koen de Kort (NED)   | 76.                |
| 177                | Edward Theuns (BEL)  | 61.                |

| UAE Team Emirates UAD | UAE Team Emirates UAD      | UAE Team Emirates UAD |
| --------------------- | -------------------------- | --------------------- |
| Num                   | Ciclista                   | Pos                   |
| 181                   | Alexander Kristoff (NOR)   | 21.                   |
| 182                   | Jasper Philipsen (BEL)     | DNF                   |
| 183                   | Sven Erik Bystrøm (NOR)    | 47.                   |
| 184                   | Marco Marcato (ITA)        | 99.                   |
| 185                   | Vegard Stake Laengen (NOR) | DNF                   |
| 186                   | Tom Bohli (SUI)            | DNF                   |
| 187                   | Ivo Oliveira (POR)         | DNF                   |

| Sport Vlaanderen-Baloise SVB | Sport Vlaanderen-Baloise SVB | Sport Vlaanderen-Baloise SVB |
| ---------------------------- | ---------------------------- | ---------------------------- |
| Num                          | Ciclista                     | Pos                          |
| 191                          | Piet Allegaert (BEL)         | DNF                          |
| 192                          | Lindsay De Vylder (BEL)      | DNF                          |
| 193                          | Benjamin Declercq (BEL)      | 82.                          |
| 194                          | Robbe Ghys (BEL)             | DNF                          |
| 195                          | Emiel Planckaert (BEL)       | DNF                          |
| 196                          | Thomas Sprengers (BEL)       | 49.                          |
| 197                          | Dries Van Gestel (BEL)       | 31.                          |

| Wallonie Bruxelles WVA | Wallonie Bruxelles WVA    | Wallonie Bruxelles WVA |
| ---------------------- | ------------------------- | ---------------------- |
| Num                    | Ciclista                  | Pos                    |
| 201                    | Justin Jules (FRA)        | DNF                    |
| 202                    | Mathijs Paasschens (NED)  | 84.                    |
| 203                    | Tom Wirtgen (LUX)         | 43.                    |
| 204                    | Aksel Nõmmela (EST)       | 75.                    |
| 205                    | Baptiste Planckaert (BEL) | 24.                    |
| 206                    | Lukas Spengler (SUI)      | DNF                    |
| 207                    | Lionel Taminiaux (BEL)    | 73.                    |

| Wanty-Gobert WGG | Wanty-Gobert WGG        | Wanty-Gobert WGG |
| ---------------- | ----------------------- | ---------------- |
| Num              | Ciclista                | Pos              |
| 211              | Frederik Backaert (BEL) | 42.              |
| 212              | Aimé De Gendt (BEL)     | DNF              |
| 213              | Ludwig De Winter (BEL)  | 95.              |
| 214              | Tom Devriendt (BEL)     | DNF              |
| 215              | Jérôme Baugnies (BEL)   | DNF              |
| 216              | Andrea Pasqualon (ITA)  | 92.              |
| 217              | Loïc Vliegen (BEL)      | DNF              |

| Cofidis, Solutions Crédits COF | Cofidis, Solutions Crédits COF | Cofidis, Solutions Crédits COF |
| ------------------------------ | ------------------------------ | ------------------------------ |
| Num                            | Ciclista                       | Pos                            |
| 221                            | Christophe Laporte (FRA)       | DNF                            |
| 222                            | Filippo Fortin (ITA)           | DNF                            |
| 223                            | Cyril Lemoine (FRA)            | DNF                            |
| 224                            | Kenneth Vanbilsen (BEL)        | 70.                            |
| 225                            | Bert Van Lerberghe (BEL)       | DNF                            |
| 226                            | Damien Touzé (FRA)             | 68.                            |
| 227                            | Zico Waeytens (BEL)            | 85.                            |

| Israel Cycling Academy ICA | Israel Cycling Academy ICA | Israel Cycling Academy ICA |
| -------------------------- | -------------------------- | -------------------------- |
| Num                        | Ciclista                   | Pos                        |
| 231                        | Guillaume Boivin (CAN)     | 80.                        |
| 232                        | Zakkari Dempster (AUS)     | DNF                        |
| 233                        | Conor Dunne (IRL)          | 67.                        |
| 234                        | Sondre Holst Enger (NOR)   | DNF                        |
| 235                        | Roy Goldstein (ISR)        | DNF                        |
| 236                        | Mihkel Räim (EST)          | 72.                        |
| 237                        | Tom Van Asbroeck (BEL)     | 28.                        |

| Roompot-Charles ROC | Roompot-Charles ROC        | Roompot-Charles ROC |
| ------------------- | -------------------------- | ------------------- |
| Num                 | Ciclista                   | Pos                 |
| 241                 | Lars Boom (NED)            | 93.                 |
| 242                 | Jesper Asselman (NED)      | DNF                 |
| 243                 | Senne Leysen (BEL)         | 88.                 |
| 244                 | Justin Timmermans (NED)    | DNF                 |
| 245                 | Stijn Steels (BEL)         | 66.                 |
| 246                 | Sjoerd van Ginneken (NED)  | DNF                 |
| 247                 | Jan-Willem van Schip (NED) | DNF                 |

Convenções:
- AB-N: Abandono na corrida
- FLT-N: Retiro por chegada fora do limite de tempo na corrida
- NTS-N: Não tomou a saída para a corrida
- DES-N: Desclassificado ou expulsado na corrida

## UCI World Ranking
A E3 BinckBank Classic outorgou pontos para o UCI World Ranking para corredores das equipas nas categorias UCI WorldTeam, Profissional Continental e Equipas Continentais. As seguintes tabelas são o barómetro de pontuação e os corredores que obtiveram pontos:
| Posição   | 1.º | 2.º | 3.º | 4.º | 5.º | 6.º | 7.º | 8.º | 9.º | 10.º | 11.º | 12.º | 13.º | 14.º | 15.º | 16.º-20.º | 21.º-30.º | 31.º-50.º | 51.º-55.º | 56.º-60.º |
| Pontuação | 400 | 320 | 260 | 220 | 180 | 140 | 120 | 100 | 80  | 68   | 56   | 48   | 40   | 32   | 28   | 24        | 16        | 8         | 4         | 2         |

| Classificação |                   |                       |        |
| Ciclista      | Ciclista          | Equipa                | Pontos |
| ------------- | ----------------- | --------------------- | ------ |
| 1.º           | Zdeněk Štybar     | Deceuninck-Quick Step | 400    |
| 2.º           | Wout van Aert     | Jumbo-Visma           | 320    |
| 3.º           | Greg Van Avermaet | CCC                   | 260    |
| 4.º           | Alberto Bettiol   | EF Education First    | 220    |
| 5.º           | Bob Jungels       | Deceuninck-Quick Step | 180    |
| 6.º           | Nils Politt       | Katusha-Alpecin       | 140    |
| 7.º           | Matteo Trentin    | Mitchelton-Scott      | 120    |
| 8.º           | Oliver Naesen     | AG2R La Mondiale      | 100    |
| 9.º           | Jasha Sütterlin   | Movistar              | 80     |
| 10.º          | Marc Hirschi      | Sunweb                | 68     |